# Titina
La titina, chiamata anche connectina, è una proteina codificata negli esseri umani dal gene TTN. È la più estesa proteina che sia stata descritta, con massa molecolare di circa 3×106 u, ed è presente nei muscoli fornendo una connessione elastica tra i filamenti spessi di miosina e la linea Z nella banda I dei sarcomeri.  
La titina è la terza proteina più abbondante nel muscolo, dopo la miosina e l'actina, e un essere umano adulto del peso di 80 kg ne contiene approssimativamente una quantità di 0,5 kg. È costituita da una sequenza di circa 27.000-33.000 amminoacidi, in relazione all'isoforma considerata. Inoltre, il gene per la titina contiene il maggior numero di esoni (363) che siano stati scoperti in un singolo gene, e pure il più lungo singolo esone (17.106 bp).

## Considerazioni sul nome
Il nome "titina", fu coniato da Kuan Wang e colleghi che identificarono la proteina nel 1979 tramite l'elettroforesi. 
Il nome IUPAC della titina, formato da 189 819 lettere, è la parola più lunga del mondo.

## Funzioni

Nel sarcomero viene evidenziata la titina che si diparte dal disco Z

Le funzioni principali della titina sono stabilizzare il filamento spesso, allinearlo centralmente tra i filamenti sottili, prevenire l'eccessivo allungamento del sarcomero, e riportare come una molla il sarcomero alla sua condizione originale dopo l'allungamento. Un'altra funzione della titina in condizioni fisiologiche, è quella di impedire lo sfilacciamento dei filamenti sottili dai filamenti spessi durante la fase di distensione del sarcomero. Questo perché il sarcomero si accorcia per movimento dei filamenti sottili verso la linea M, ma quando la contrazione finisce, il sarcomero ritorna nella situazione iniziale, riallungandosi. Il massimo della distensione che il sarcomero può avere è dato dalla lunghezza della "molla", ovvero del dominio estensibile della proteina. Il filamento sottile e il filamento spesso al massimo possono fra loro sfilacciarsi per una lunghezza che corrisponde alla capacità del dominio estensibile della titina. Se la forza di estensione applicata sulla fibra è eccessiva, è possibile che vi sia slittamento e quindi si ha strappo muscolare.
Estendendosi dalla regione del disco Z fino alla linea M, una singola molecola di titina attraversa la metà della lunghezza del sarcomero. 
La variabilità delle sequenze che caratterizzano le differenti isoforme, prodotte dallo splicing alternativo, rende conto della differente elasticità che possiedono i diversi tipi di muscoli.
La titina è stata identificata pure come una proteina strutturale dei cromosomi.

## Rilevanza clinica
Dal punto di vista clinico, le mutazioni del gene delle titina sono associate a una serie di miopatie, cardiomiopatie e distrofie muscolari ereditarie.
In pazienti affetti da sclerodermia vengono prodotti anticorpi contro la titina.